# Górnik Murcki (hokej na lodzie)
Górnik Murcki – polski klub hokeja na lodzie z siedzibą w Katowicach-Murckach. Klub w 1971 roku został wchłonięty przez GKS Tychy.

## Historia
Zespół powstał w 1955 jako sekcja klubu Górnik Murcki. Pierwszymi zawodnikami byli młodzi adepci hokeja (niemieszczący się w składzie) Siły Giszowiec. Poprzez pomoc kopalni Murcki, bardzo szybko hokej stał się pierwszoplanową dyscypliną sportu w Murckach. Po 9 latach od powstania, w 1964, klub odniósł największy sukces w swojej historii - awans z II ligi do najwyższej ligi hokeja na lodzie. W 1967 zdobył puchar Polskiego Komitetu Olimpijskiego (w owym czasie nie było jeszcze rozgrywek Pucharu Polski i w niektórych publikacjach można znaleźć mylną informację o zdobyciu przez ten klub Pucharu Polski). Od 1968 Górnik Murcki grał swoje mecze na sztucznej tafli w Tychach (Murcki były miastem w powiecie tyskim). W 1971 sekcja hokeja, poprzez decyzje polityczne, została wchłonięta przez tworzony wielosekcyjny klub GKS Tychy. Górnik Murcki w czasie swego istnienia nigdy nie spadł z ekstraligi hokejowej.

## Sukcesy
Seniorzy
- Awans do I ligi: 1964
- Puchar Polskiego Komitetu Olimpijskiego: 1967

## Sezony
- 1964: II liga – 1. miejsce, awans
- 1965: I liga – 8. miejsce
- 1966: I liga – 9. miejsce
- 1967: I liga – 7. miejsce
- 1968: I liga – 8. miejsce
- 1969: I liga – 7. miejsce
- 1970: I liga – 9. miejsce
- 1971: I liga – 9. miejsce